# Jonas Kaufmann
Jonas Kaufmann (München, 10 juli 1969) is een Duitse tenor. Als operazanger is hij bekend van rollen als Don José in Carmen, Cavaradossi in Tosca, Maurizio in Adriana Lecouvreur en de titelrol in Don Carlos. Daarnaast heeft hij diverse malen in opera's van Wagner gestaan. Hij speelde in operahuizen over de hele wereld, waaronder de Metropolitan Opera en Royal Opera House. Ook is hij een begenadigd liedzanger. In 2014 noemde The New York Times Kaufmann "de belangrijkste, veelzijdigste tenor van dit moment".
Op woensdag 2 februari 2022 werd hij na een voorstelling van Peter Grimes in de Weense Staatsoper benoemd tot Kammersänger.

## Discografie
- 2006: Strauss Lieder (met Helmut Deutsch)
- 2007: Schubert: Fierrabras (met koor en orkest van het Opernhaus Zürich o.l.v. Franz Welser-Möst)
- 2008: Romantic Arias (met het Praags Filharmonisch Orkest o.l.v. Marco Armiliato)
- 2008: Puccini: Romantic Arias (met Angela Gheorgiu en Orchestra e Coro dell’Accademia di Santa Cecilia Roma o.l.v. Antonio Pappano)
- 2009: Sehnsucht (met Michael Volle en het Mahler Kamerorkest o.l.v. Claudio Abbado)
- 2010: Schubert - Die schöne Müllerin (met Helmut Deutsch)
- 2010: Verismo Arias (met Eva-Maria Westbroek en Orchestra e Coro dell’Accademia di Santa Cecilia Roma o.l.v. Antonio Pappano)
- 2011: Beethoven: Fidelio (met o.a. Nina Stemme en het Mahler Kamerorkest o.l.v. Claudio Abbado)
- 2012: Bizet: Carmen (met o.a. Magdalena Kožená, Genia Kühmeier, Kostas Smoriginas en de  Berliner Philharmoniker o.l.v. Simon Rattle)
- 2013: Wagner: Die Walküre (met o.a. Nina Stemme, Anja Kampe en het Mariinsky Orkest o.l.v. Valery Gergiev)
- 2013: The Wagner Album (met orkest van de Deutsche Oper Berlin o.l.v. Donald Runnicles
- 2013: The Verdi Album (met Orchestra dell'Opera di Parma, o.l.v. Pier Giorgio Morandi)
- 2014: Schubert Winterreise (met Helmut Deutsch)
- 2014: You mean the world to me (met Julia Kleiter en Rundfunk-Sinfonieorchester Berlin o.l.v. Jochen Rieder)
- 2015: Nessun Dorma (met Kristīne Opolais en Orchestra e coro dell'Accademia Nazionale di Santa Cecilia o.l.v. Antonio Pappano)
- 2015: Verdi: Aida (met o.a. Anja Harteros en Orchestra e coro dell'Accademia Nazionale di Santa Cecilia o.l.v. Antonio Pappano)
- 2016: Dolce Vita (met Orchestra del Teatro Massimo di Palermo o.l.v. Asher Fisch)
- 2017: Mahler: Das Lied von der Erde (met Wiener Philharmoniker o.l.v. Jonathan Nott)

## Operarepertoire (selectie)
- Ludwig van Beethoven: Florestan en Jacquino in Fidelio
- Hector Berlioz: Faust in La damnation de Faust
- Georges Bizet: Don José in Carmen
- Benjamin Britten: Titelrol in Peter Grimes
- Francesco Cilea: Maurizio in Adriana Lecouvreur
- Umberto Giordano: Titelrol in Andrea Chénier
- Charles Gounod: Titelrol in Faust
- Engelbert Humperdinck: Koningszoon in Königskinder
- Erich Wolfgang Korngold: Paul in Die tote Stadt
- Ruggero Leoncavallo: Canio/Bajazzo in Pagliacci
- Pietro Mascagni: – Turiddu in Cavalleria rusticana
- Jules Massenet:
Des Grieux in Manon
Titelrol in Werther
- Claudio Monteverdi:
Telemaco in Il ritorno d’Ulisse in patria
Nerone in L’incoronazione di Poppea
- Wolfgang Amadeus Mozart:
Ferrando in Così fan tutte
Belmonte in Die Entführung aus dem Serail
Titelrol in Idomeneo
Titelrol in La clemenza di Tito
Tamino in Die Zauberflöte
- Jacques Offenbach: Hoffmann in Hoffmanns Erzählungen
- Giovanni Paisiello: Lindoro in Nina
- Giacomo Puccini:
Rodolfo in La Bohème
Dick Johnson (Ramirez) in La fanciulla del West
Ruggero in La rondine
Des Grieux in Manon Lescaut
- Giacomo Puccini:
Cavaradossi in Tosca
Calaf in Turandot
- Gioachino Rossini: Almaviva in Il barbiere di Siviglia
- Franz Schubert: Titelrol in Fierrabras
- Marc Schubring: Christian in Cyrano de Bergerac
- Bedřich Smetana: Hans in Die verkaufte Braut
- Johann Strauss: Eisenstein in Die Fledermaus
- Richard Strauss:
Flamand in Capriccio
Zanger en Valzacchi in Der Rosenkavalier
Bacchus in Ariadne auf Naxos
- Giuseppe Verdi:
Radames in Aida
Titelrol in Don Carlo
Manrico in Il trovatore
Don Alvaro in La forza del destino
Alfredo in La traviata
Titelrol en Cassio in Otello
Hertog van Mantua in Rigoletto
- Richard Wagner:
Titelrol in Parsifal
Walther von Stolzing in Die Meistersinger von Nürnberg
Siegmund in Die Walküre
Titelrol in Lohengrin
Titelrol und Walther von der Vogelweide inTannhäuser
Tristan in Tristan und Isolde
- Carl Maria von Weber:
Max in Der Freischütz
Hüon in Oberon